# 藤山柳
藤山柳（学名：Clematoclethra lasioclada）为猕猴桃科藤山柳属的植物，是中国的特有植物。分布于中国大陆的四川、甘肃、陕西等地，生长于海拔1,500米至3,000米的地区，多生于山地沟谷林中或林缘，目前尚未由人工引种栽培。

## 异名
- Clematoclethra lasioclada Maxim. var. grandis (Hemsl.) Rehd.
- Clematoclethra lasioclada Maxim. var. oblonga C. F. Liang et Y. C. Chen